# Gué
Un gué és un lloc pel qual es pot travessar un curs d'aigua a peu o sobre un animal o vehicle que o bé toquen al fons o a pedres o a una calçada submergida construïda per l'home prou forta per no desfer-se i que el corrent no s'emporta.
Els animals, salvatges o no, utilitzen aquests gués per creuar els curs d'aigua.